# 2018年巽他海峡海啸
6°06′11″S 105°25′23″E / 6.103°S 105.423°E
2018年巽他海峡海啸是指2018年12月22日发生于印度尼西亚巽他海峡的海啸事件。截至目前，共有429人在此次海啸中遇难，另有1485人受伤，還有154人失蹤。

## 起因

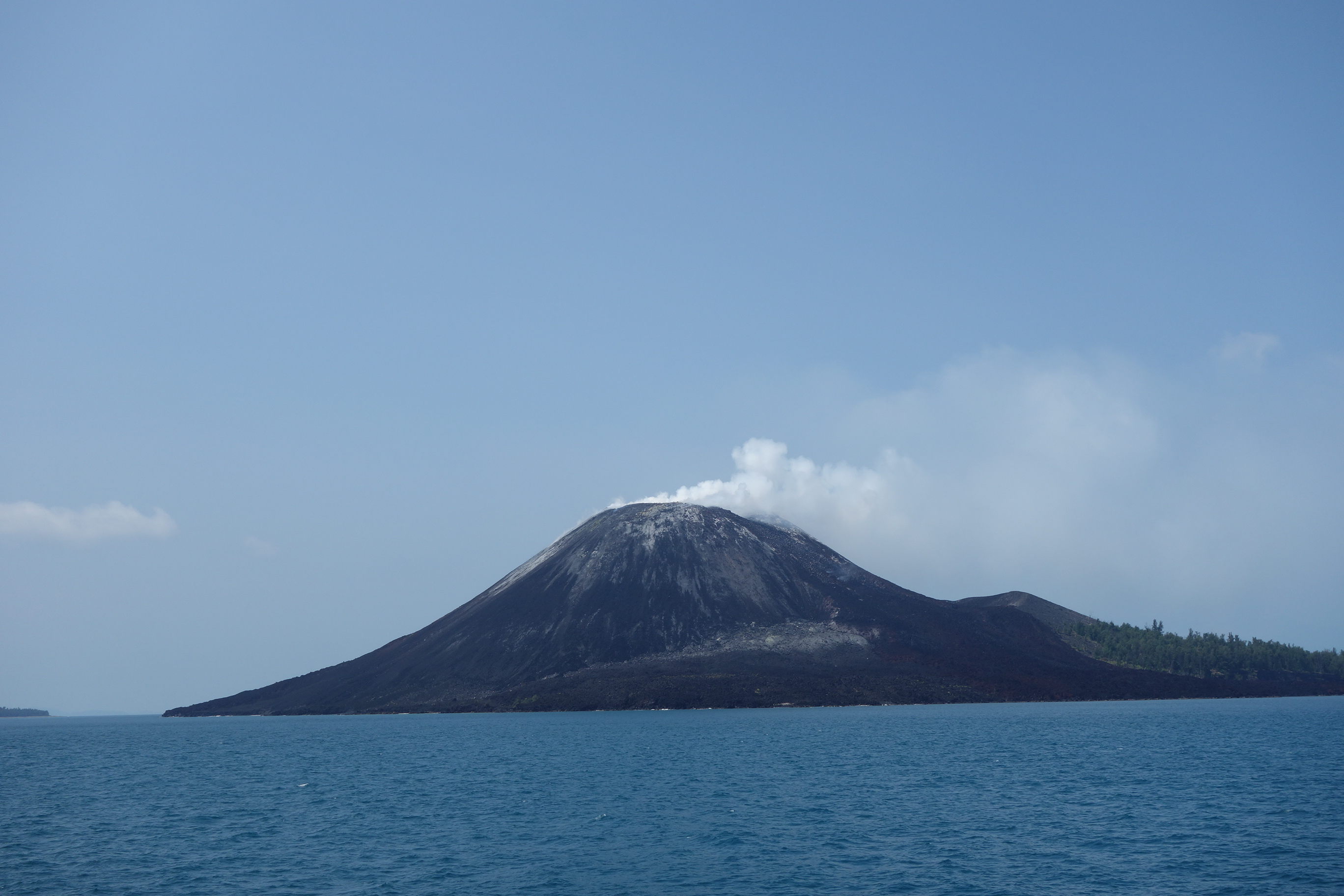
被认为引发了本次海啸的喀拉喀托火山

印度尼西亚气象、气候和地球物理局称，与其他常见的海啸不同，此次海啸并非由地震引起，而很有可能是因喀拉喀托火山的活动引起。
据资料记载，喀拉喀托火山曾于1883年发生过火山爆发指数为6级的喷发（1883年喀拉喀托火山爆發）。该次喷发喷出的火山碎屑流与引发的大海啸对附近地区造成了毁灭性的影响。距离火山约13公里远的塞贝西岛没有任何生还者，约3,000名居民全部罹难。荷兰官方的统计数字为36,417人罹难，许多坐落于苏门答腊和爪哇的定居点被毁灭。
在发生本次海啸前几个月里，喀拉喀托火山的活动一直有所增加，尤其是12月21日的喷发持续了长达超过2分钟，并产生了约400米高的火山灰。
12月23日，结合卫星数据，一架直升飞机拍摄的画面显示，该次海啸是由于喀拉喀托火山的喷发，导致海底滑坡而引发。

## 灾害情况

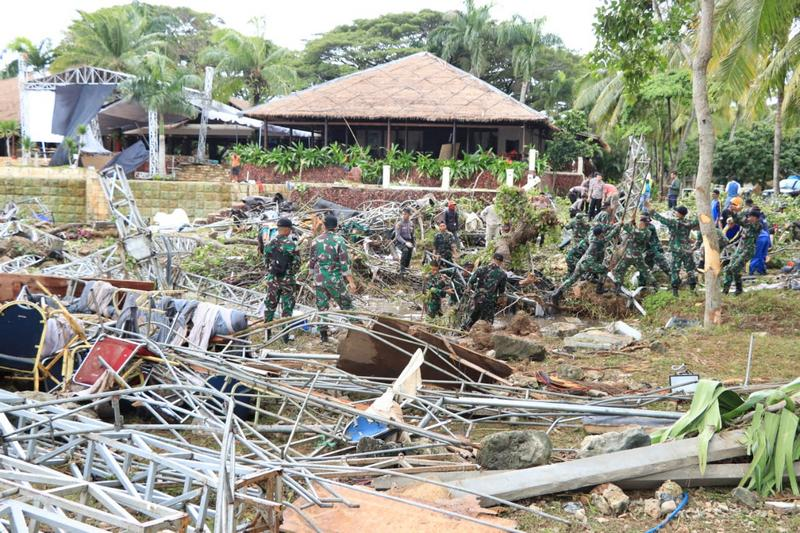
海嘯發生時這裡正舉辦音乐会，在災難後的樣貌

位于西冷的检潮仪测得了90厘米的海啸，而楠榜省则检测到了30厘米的海啸。虽然印度尼西亚当局监测到了火山爆发，然而，由于印度尼西亚的海啸警报系统仅针对于地震引发的海啸，因此印度尼西亚气象、气候和地球物理局曾对巽他海峡附近地区发布了高波警报，而非海啸警报。
海啸发生当晚，印度尼西亚国家抗灾署曾称，该次海啸共造成20人遇难和165人受伤。然而，第二天早上，印度尼西亚国家抗灾署发言人苏托波称，该次海啸已经导致43人死亡，另有584人受伤。其中，遇难者中有33人来自板底兰、7人来自南楠榜，另外3人来自西冷。此外，他还表示，此次海啸还导致超过百座房屋受损。而在当地时间23日，遇难者人数增至281人，另有1016人受伤。
該海嘯使西冷至板底兰的公路阻断，也使知名印尼演員赫里扬托遇難。而當地的印尼國家電力公司原定於12月21至23日在丹絨勒松的一家沙滩度假区舉行員工年終晚會，並邀請當地著名的「十七歲」樂隊參與演出，但期間遭到海嘯襲擊。其中，樂團貝斯手班尼、吉他手赫曼·希庫邦、鼓手安迪和經紀人遇難，僅主唱伊凡倖存。

## 反应
印度尼西亚旅游部宣布将暂时停止楠榜和万丹的旅游服务。

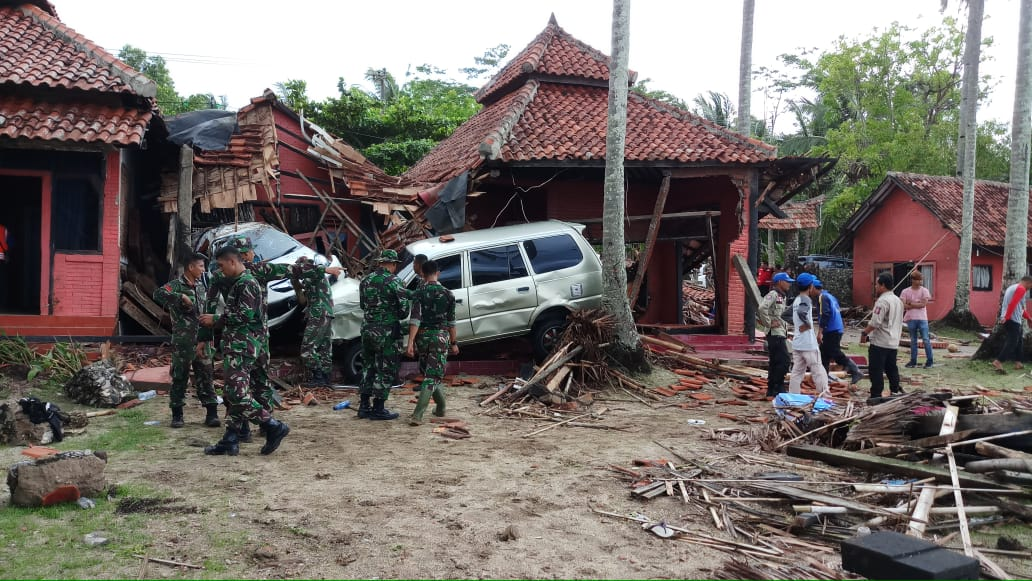
派遣至灾区的救援队

在灾难发生数小时后，马来西亚副首相旺阿兹莎、澳大利亚总理斯科特·莫里森和印度总理纳伦德拉·莫迪宣布将为印度尼西亚灾区提供支持。美国总统唐纳德·特朗普通过推特表达了哀悼之意，称这是一场“无法想象的灾难”。中国国家主席习近平在24日向印尼总统佐科致慰问电，表达对遇难者的哀悼和对家属的慰问。